# Mauro Cetto
Mauro Cetto, właśc. Mauro Dario Jesus Cetto (ur. 14 kwietnia 1982 w Rosario) – piłkarz argentyński grający na pozycji środkowego obrońcy. Posiada także obywatelstwo włoskie.

## Kariera klubowa

### Rosario Central
Cetto urodził się w mieście Rosario i jest wychowankiem tamtejszego klubu, Rosario Central. W sezonie 2000/2001 rozegrał swój pierwszy mecz w rozgrywkach argentyńskiej Primera División. W Rosario rozegrał 15 spotkań i grał do zakończenia fazy Apertura 2001 roku.

### FC Nantes
Na początku 2002 roku Cetto przeszedł do francuskiego FC Nantes. 29 stycznia zadebiutował w rozgrywkach Ligue 1 w wygranym 3:0 domowym spotkaniu z Olympique Lyon. Początkowo jednak nie zdołał wywalczyć miejsca w podstawowym składzie „Kanarków” i przez pierwsze trzy sezony rozegrał zaledwie 26 spotkań w lidze francuskiej. Od 2004 roku grał już w pierwszej jedenastce Nantes po tym, jak z klubu odszedł Kolumbijczyk Mario Yepes. Jednak w sezonie 2006/2007 spadł z Nantes do Ligue 2, ale nie pozostał w drużynie „Kanarków” na kolejny sezon.

### Toulouse FC
Latem 2007 Cetto został wypożyczony z Nantes do innego zespołu Ligue 1, Toulouse FC. 11 sierpnia rozegrał dla tego klubu swój pierwszy mecz, wygrany 1:0 z Lyonem. Stał się podstawowym zawodnikiem drużyny z Tuluzy i w lipcu 2008 został wykupiony z Nantes za 1,3 miliona euro.

### US Palermo i Lille OSC
W czerwcu 2011 roku przeszedł za 450 tys. euro do włoskiego klubu US Palermo. Po rundzie jesiennej sezonu 2011/2012 został wypożyczony na 6 miesięcy z opcją zakupu definitywnego do francuskiego zespołu Lille OSC.

### San Lorenzo
W 2013 został piłkarzem argentyńskiego San Lorenzo de Almagro. Następnie grał w Rosario Central, gdzie w 2017 roku zakończył karierę.
| Sezon   | Klub            | Kraj      | Rozgrywki        | Mecze | Bramki | Rozgrywki Europy                    | Mecze | Bramki |
| ------- | --------------- | --------- | ---------------- | ----- | ------ | ----------------------------------- | ----- | ------ |
| 2000/01 | Rosario Central | Argentyna | Primera División | 1     | 0      | –                                   | –     | –      |
| 2001/02 | Rosario Central | Argentyna | Primera División | 14    | 0      | –                                   | –     | –      |
| 2001/02 | FC Nantes       | Francja   | Ligue 1          | 5     | 0      | Liga Mistrzów UEFA                  | 4     | 0      |
| 2002/03 | FC Nantes       | Francja   | Ligue 1          | 19    | 0      | –                                   | –     | –      |
| 2003/04 | FC Nantes       | Francja   | Ligue 1          | 2     | 0      | Liga Europy UEFA                    | 3     | 0      |
| 2004/05 | FC Nantes       | Francja   | Ligue 1          | 26    | 1      | –                                   | –     | –      |
| 2005/06 | FC Nantes       | Francja   | Ligue 1          | 29    | 1      | –                                   | –     | –      |
| 2006/07 | FC Nantes       | Francja   | Ligue 1          | 29    | 1      | –                                   | –     | –      |
| 2007/08 | Toulouse FC     | Francja   | Ligue 1          | 24    | 0      | Liga Mistrzów UEFA+Liga Europy UEFA | 2+3   | 0+0    |
| 2008/09 | Toulouse FC     | Francja   | Ligue 1          | 34    | 3      | –                                   | –     | –      |
| 2009/10 | Toulouse FC     | Francja   | Ligue 1          | 16    | 0      | Liga Europy UEFA                    | 2     | 0      |
| 2010/11 | Toulouse FC     | Francja   | Ligue 1          | 25    | 4      | –                                   | –     | –      |
| 2011/12 | US Palermo      | Włochy    | Serie A          | 7     | 0      | –                                   | –     | –      |
| 2011/12 | Lille OSC       | Francja   | Ligue 1          | 7     | 0      | –                                   | –     | –      |
| 2012/13 | US Palermo      | Włochy    | Serie A          | 3     | 0      | –                                   | –     | –      |

Stan na: koniec sezonu 2012/2013

## Kariera reprezentacyjna
W latach 2000–2002 Cetto rozegrał 21 spotkań w reprezentacji Argentyny U-20. W 2001 roku został powołany do kadry na Mistrzostwa Świata U-20. Z tego turnieju przywiózł złoty medal za tytuł mistrza świata.